# Auguste Trouard-Riolle
Auguste Trouard-Riolle est un homme politique français né le 10 mai 1824 à Dieppe (Seine-Maritime) et décédé le 19 septembre 1891 à Nice (Alpes-Maritimes).

## Biographie
Avocat à Paris en 1846, il devient avoué à Rouen de 1852 à 1862, avant de s'inscrire au barreau de Rouen. Conseiller général du canton de Dieppe (1871-1889), il est juge suppléant en 1876, puis juge au tribunal civil de Rouen en 1878. Il succède en 1879 au conservateur Armand Le Bourgeois en étant élu député de la deuxième circonscription Seine-Inférieure (actuelle Seine-Maritime). Réélu à deux reprises, ce républicain modéré et catholique non pratiquant siège à la chambre des députés sous les couleurs de la gauche républicaine (1879-1881) puis sous celles de l'Union républicaine (1881-1889).
Son fils Paul Adolphe Trouard-Riolle (1857-1922) est avocat général près la cour d'appel de Paris et maire d'Hautot-sur-Mer dans les années 1880-1890. Il est l'avocat général de l'affaire Marguerite Steinheil (1909).

## Sources
- « Auguste Trouard-Riolle », dans Adolphe Robert et Gaston Cougny, Dictionnaire des parlementaires français, Edgar Bourloton, 1889-1891 [détail de l’édition]
- « Auguste Trouard-Riolle », dans le Dictionnaire des parlementaires français (1889-1940), sous la direction de Jean Jolly, PUF, 1960 [détail de l’édition]